# Ще одна п'ятниця
Ще одна п'ятниця (англ. Friday After Next) — американський комедійний фільм 2002 року режисера Маркуса Рейбоя.

## Сюжет
Третє продовження відомої і улюбленої багатьма комедії. Дії розгортаються під час Різдва. Хоча кузени Крейг і Дей-Дей виїхали від своїх батьків, вони живуть в одній квартирі, де постійно панує дух відчайдушних веселощів і вічного свята.

## Актори
- Айс К'юб у ролі Крейга Джонса, нероби, який влаштовується охоронцем.
- Майк Еппс як:
  - Дей-Дей Джонс, двоюрідний брат Крейга, який отримує роботу охоронця.
  - «Божевільний старий з дробовиком»
- Джон Візерспун у ролі Віллі Джонса, батька Крейга та дядька Дей-Дея, який зараз є співвласником ресторану з ребрами під назвою «Bros' BBQ».
- Дон "DC" Каррі[en] в ролі Елроя Джонса, батька Дей-Дея та дядька Крейга, який зараз є співвласником ресторану з ребрами під назвою «Bros' BBQ».
- Анна Марія Хорсфорд[en] у ролі Бетті Джонс, матері Крейга та тітки Дей-Дея, яка допомагає в «Bros. BBQ».
- Кліфтон Пауелл[en] — Пінкі, колишній бос Day-Day.
- Бібі Дрейк у ролі пані Перлі, Крейга та господині Дей-Дей, якій подобається Віллі.
- Террі Крюз у ролі Деймона Перлі, суворого колишнього сина місіс Перлі, який має гомосексуальні нахили.
- Кетт Вільямс[en] у ролі Мані Майка, сутенера, який керує магазином під назвою «Звідники та мотики».
- Рікі Смайлі[en] в ролі Санта-Клауса-розбійника, який стикається з Крейгом і Дей-Деєм.
- Соммор[en] у ролі Кукі, офіціантки в ресторані «Bros' BBQ», яка є останньою дівчиною Елроя після того, як він і Шуга розлучилися.
- К. Д. Обер[en] у ролі Донни, співробітниці Мані Майка, в яку закохується Крейг.
- Маз Джобрані[en] в ролі Молі, власника убогої крамниці пончиків під назвою Holy Moly Donuts і менеджера торгового центру, в якому працюють Крейг і Дей-Дей.
- Джоель МакКіннон Міллер — офіцер Елвін Хоул
- Реджі Гаскінс в ролі офіцера Брайана Дікса
- Браян Степанек[en] Браян Степанек — офіцер Бейлі
- Делорес Джонс у ролі бабусі Джонс, матері Віллі та Елроя та бабусі Крейга та Дей-Дея, яка не веде себе нормально з тих пір, як Віллі вдарив її по голові під час реклами «Bros' BBQ» через крилату фразу в ресторані « Такий смак, що хочеться дати мамі ляпаса!»
- Джеррі Бедноб — батько Молі
- Старлетта Дюпуа в ролі сестри Сари
- Френсіс Грей в ролі сестри Фей
- Дон «Чарівний» Хуан[en] як він сам
- Кріс Вільямс[en] у ролі Бродвея Білла
- Хлео Томас[en] — поганий хлопець № 1
- Деніел Кертіс Лі[en] — поганий хлопець № 2
- Ленделл «Кебо» Кібл як CW, шофер Пінкі.[2]

## Касові збори
«П’ятниця після наступного» зібрала 13 мільйонів доларів у перші вихідні, посівши третє місце в прокаті. Він заробив 7,4 мільйона доларів за другий вікенд (включаючи 10,6 мільйона доларів за п’ятиденний фрейм подяки), опустившись на шосте місце. Він зібрав 33,5 мільйона доларів у всьому світі.